# Кудашов Олексій Миколайович
Олексій Миколайович Кудашов (рос. Алексей Николаевич Кудашов; 21 липня 1971, м. Електросталь, СРСР) — радянський/російський хокеїст, центральний нападник. Головний тренер «Атлант» (Митищі).

## Ігрова кар'єра
Вихованець хокейної школи «Кристал» (Електросталь). Виступав за «Кристал» (Електросталь), «Крила Рад» (Москва), «Торонто Мейпл-Ліфс», «Сент-Джонс Мейпл-Ліфс» (АХЛ), «Кароліна Монаркс» (АХЛ), «Дюссельдорфер», ТПС (Турку), «Ак Барс» (Казань), «Динамо» (Москва), ЦСКА (Москва), «Атлант» (Митищі), «Локомотив» (Ярославль), ХК МВД.
В чемпіонатах СРСР провів 126 матчів (17+26). У чемпіонатах Росії — 494 матчі (95+185), у плей-оф — 66 матчів (13+17). В чемпіонатах НХЛ — 25 матчів (1+0). У чемпіонатах Німеччини — 57 матчів (20+24), у плей-оф — 17 матчів (8+6). У чемпіонатах Фінляндії — 48 матчів (8+31), у плей-оф — 4 матчі (0+0).
У складі Росії учасник зимових Олімпійських ігор 1994 (8 матчів, 1+2), учасник чемпіонатів світу 1998, 1999 і 2000 (15 матчів, 1+5). У складі молодіжної збірної СРСР учасник чемпіонатів світу 1990 і 1991. У складі юніорської збірної СРСР учасник чемпіонату Європи 1989.

## Досягнення
- Чемпіон Німеччини — 1996
- Чемпіон Росії — 2000, срібний призер — 2008, 2009
- Володар кубка Гагаріна — 2012
- Переможець юніорського чемпіонату Європи — 1989
- Срібний призер молодіжного чемпіонату світу — 1990, 1991